# Lampona gilles
Lampona gilles är en spindelart som beskrevs av Norman I. Platnick 2000. Lampona gilles ingår i släktet Lampona och familjen Lamponidae.
Artens utbredningsområde är Sydaustralien. Inga underarter finns listade i Catalogue of Life.